# Słownik

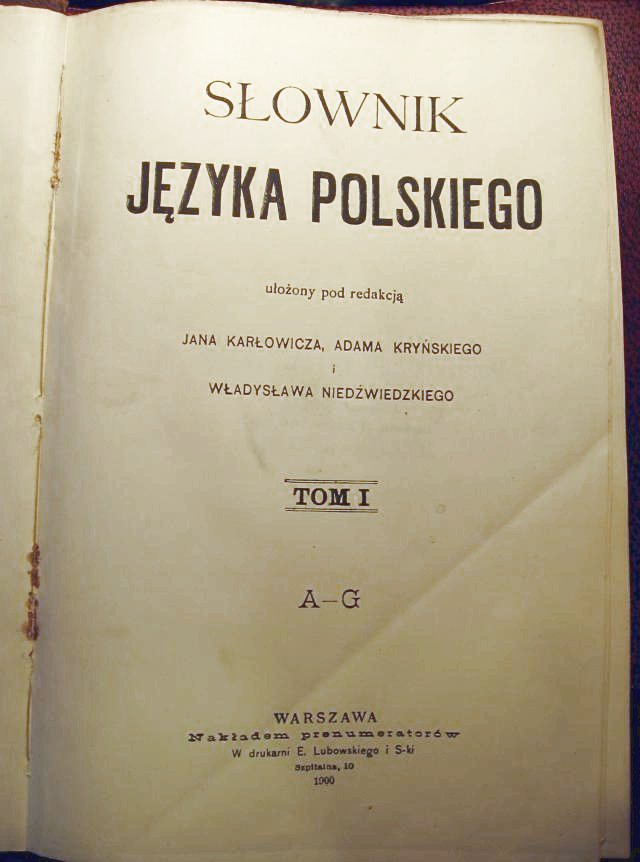
Strona tytułowa I tomu Słownika języka polskiego Jana Karłowicza, Adama Kryńskiego i Władysława Niedźwiedzkiego, wyd. w Warszawie w 1900 r.

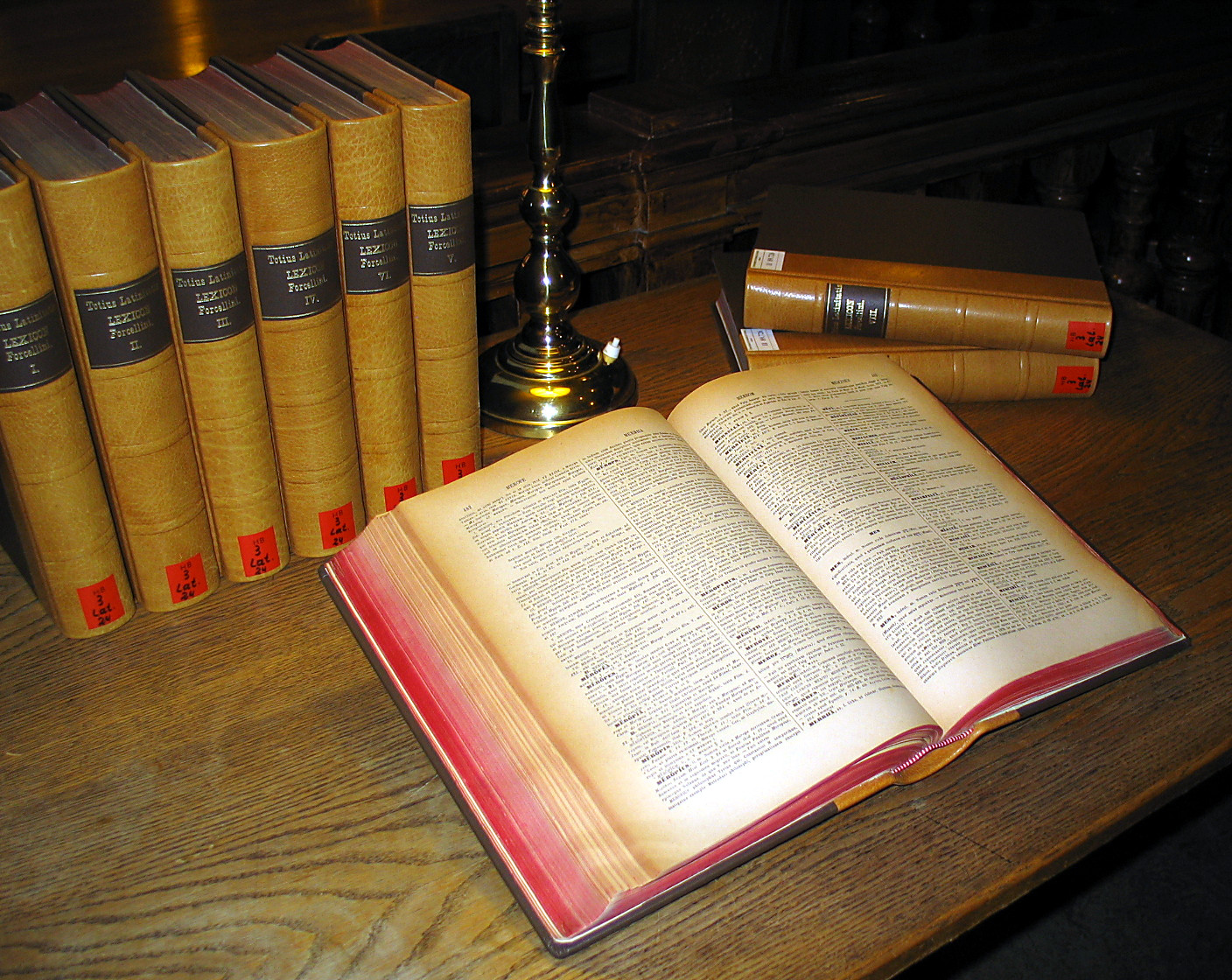
Słownik łaciński Totius latinitatis lexicon 1858-87 Egidio Forcelliniego

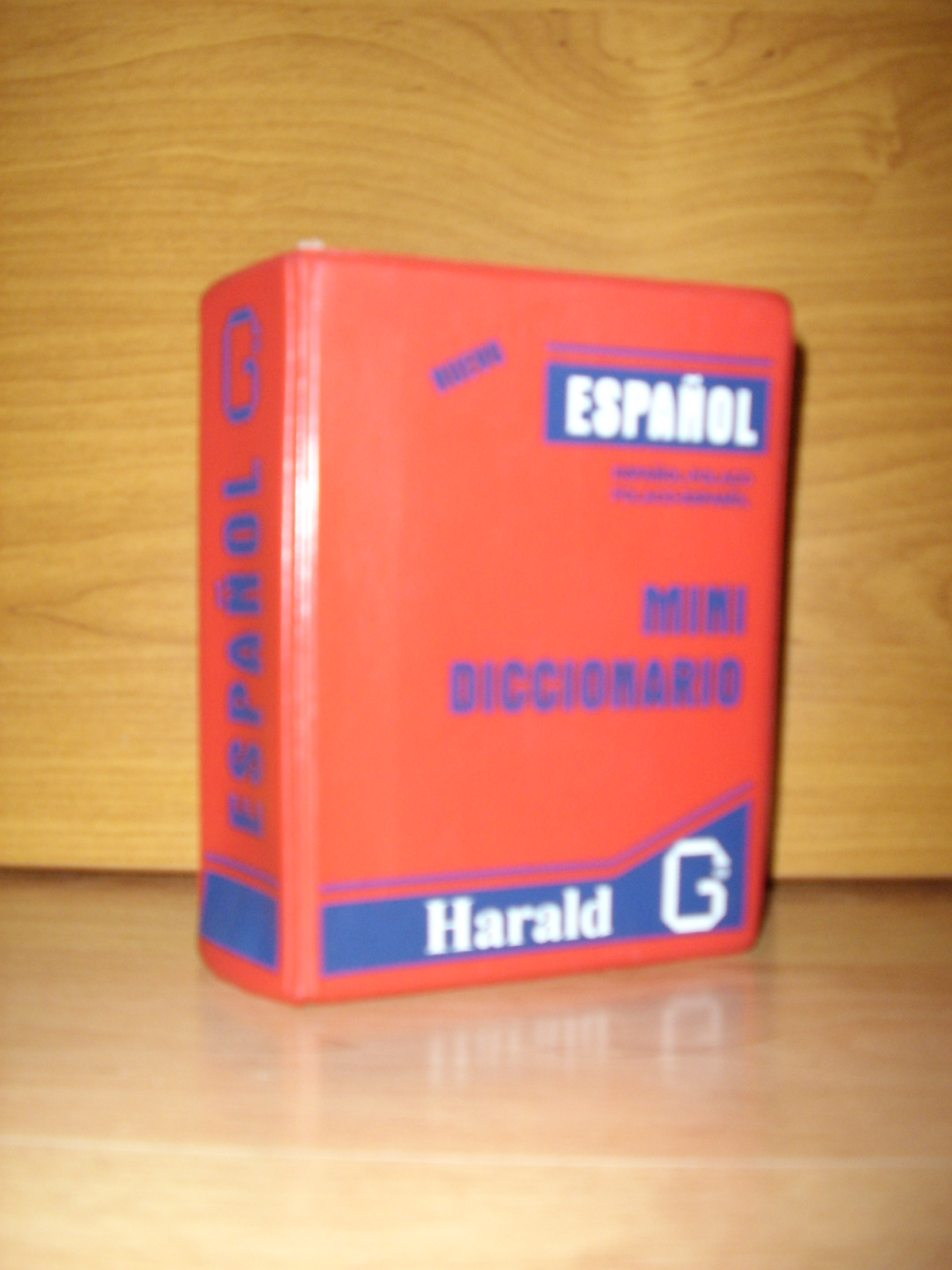
Słownik polsko-hiszpański i hiszpańsko-polski „Harald”

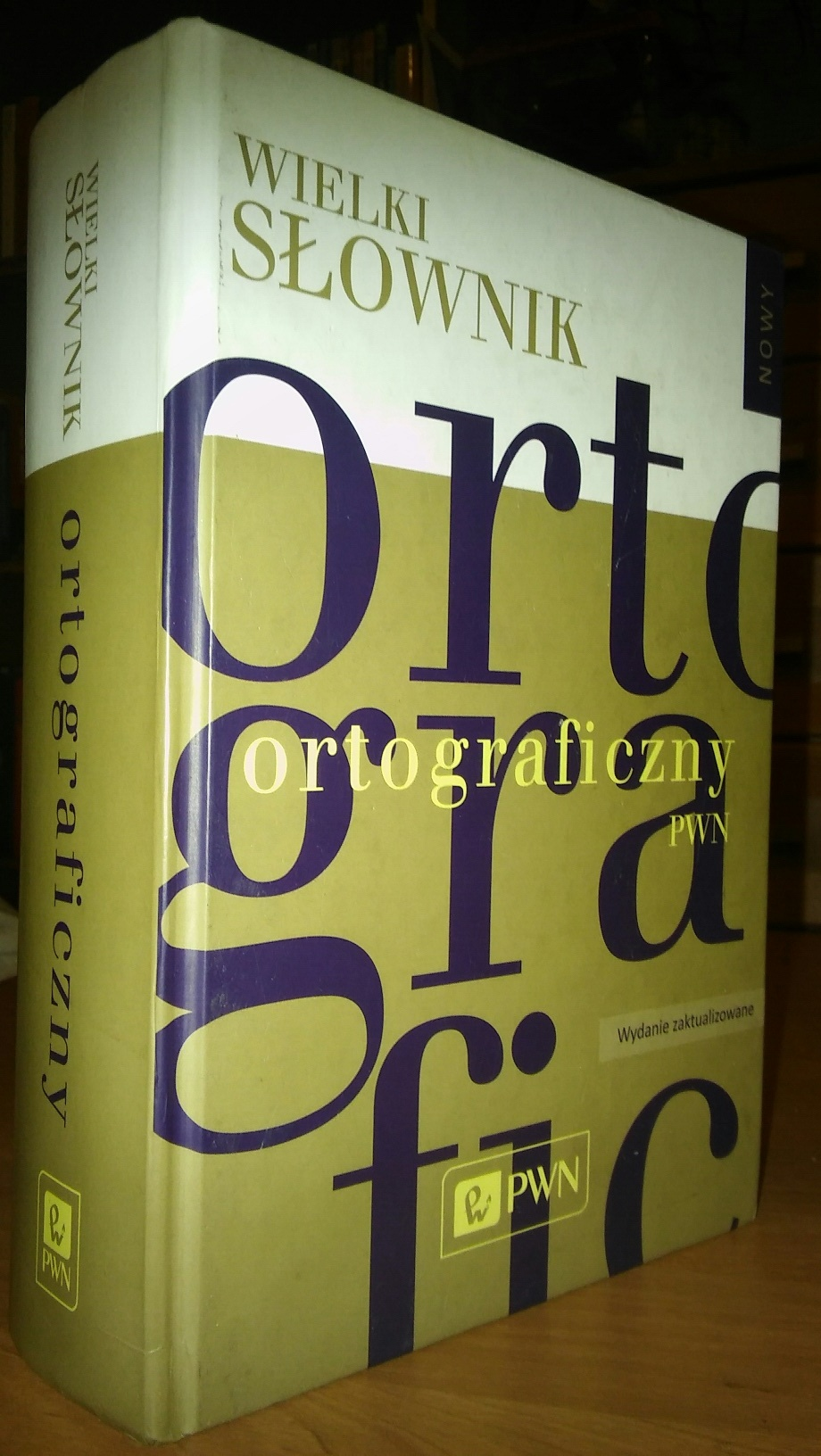
Wielki słownik ortograficzny PWN, wyd. 2016

Słownik – wydawnictwo opisujące słownictwo danego języka (lub jego część) bądź zestawiające ze sobą słownictwo dwóch lub więcej języków. Słownik tworzy zbiór definicji słów lub wyrażeń ułożonych i opracowanych według określonej zasady. Struktura słownika dzieli się na artykuły hasłowe ułożone w porządku alfabetycznym, rzadziej tematycznym lub gniazdowym (w oparciu o wspólne gniazda etymologiczne).
Słowniki różnią się między sobą co do wielkości materiału oraz sposobu jego opracowania. Słowniki opisują określone jednostki języka (najczęściej leksemy – wyrazy w sensie słownikowym; mogą to być również morfemy, formy wyrazowe lub idiomy), ujęte w postaci artykułów hasłowych (o ustalonej dla danego słownika budowie) i dopełnione objaśnieniami (znaczeniowymi, gramatycznymi, frazeologicznymi).
Dyscypliną zajmującą się teorią i praktyką tworzenia różnego rodzaju słowników jest leksykografia. Mianem słownika określa się też zasób słownictwa jakiejś osoby lub grupy społecznej.

## Rodzaje słowników
Zadaniem słowników jest zebranie informacji dotyczącej danej dziedziny wiedzy. W zależności od tego, której z nich dotyczy, można wyróżnić kilka grup słowników:

### Językowe
- języka, np. polskiego (lub jednojęzyczny) – zbiór słów (haseł) wraz z opisem ich znaczenia lub znaczeń, zawiera typ odmiany słowa dla języków fleksyjnych, etymologię i przykłady użycia słowa dla każdego ze znaczeń (tzw. konkordancję);
- ortograficzny – zbiór słów (haseł) bez opisu znaczeń, zawiera jedynie informacje o normatywnej odmianie i pisowni wyrazów;
- ortoepiczny – dający zalecenia dotyczące wymowy w szerokim tego słowa znaczeniu, a więc fonetyki, fleksji i składni wyrazów budzących w tym zakresie wątpliwości, np. Słownik poprawnej polszczyzny;
- ortofoniczny – dający zalecenia dotyczące poprawnej wymowy;
- dwujęzyczny (np. francusko-polski) – zbiór słów jednego języka („wyjściowego”) wraz z odpowiednikami w drugim języku („docelowym”), zawiera opis gramatyczny, odmianę i często przykłady użycia w drugim języku;
- frazeologiczny – zbiór idiomów i fraz typowych dla danego języka;
- frazeologiczny dwujęzyczny – zbiór specyficznych i bezpośrednio nieprzetłumaczalnych wyrażeń jednego języka i ich tłumaczeniem na drugi wraz z przykładami użycia w języku tłumaczonym (pierwszym);
- terminologiczny (np. prawniczy) – zbiór wyrażeń charakterystycznych dla jakieś dziedziny wiedzy wraz z opisem ich znaczenia;
- wyrazów obcych – zbiór słów jakiegoś języka pochodzących (przyjętych) z innych języków;
- biograficzny – zbiór życiorysów;
- tematyczny – zbiór pojęć, wyrażeń i rozwiązań z jakiejś dziedziny wiedzy, np. „poradnik spawacza”;
- encyklopedyczny – zbiór haseł (artykułów hasłowych) uporządkowanych alfabetycznie lub rzeczowo i zawierających opisania bardziej szczegółowe niż w słowniku języka, ale mniej szczegółowe niż w wielkiej encyklopedii powszechnej; jednak granica między pojęciami „słownik encyklopedyczny” a „encyklopedia” jest niewyraźna.
- etymologiczny – zbiór haseł wraz z opisem ich etymologii, jednocześnie z reguły duże słowniki językowe również zawierają pewne wyjaśnienia etymologiczne;
- częstotliwościowy (frekwencyjny) – zbiór wyrazów lub związków frazeologicznych uszeregowanych zgodnie z częstością ich występowania, np. w mowie pisanej, mówionej itd., zwykle uszeregowanie rozpoczyna się od słowa/wyrażenia najczęściej spotykanego;
- archaizmów – zbiór wyrazów, które nie są w języku obecnie używane;
- regionalizmów – zbiór wyrazów typowych dla danego regionu;
- a tergo – zbiór słów uszeregowanych w kolejności alfabetycznej, ale według liter od końca wyrazów;
- rymów – pozwala na łatwe odnalezienie rymujących się wyrazów, szczególnie popularny w kulturze anglosaskiej (ang. rhyming dictionary(inne języki));
- wyrazów bliskoznacznych – zbiór haseł o tym samym bądź podobnym znaczeniu;
- paronimów (wyrazów podobnych), homonimów (wyrazów jednakowo brzmiących, ale mających różne znacznie), antonimów (wyrazów o przeciwnym znaczeniu), czasami łączny, np. Słownik synonimów i antonimów.

### Specjalistyczne
- geograficzne – zbiory opisowe państw, miejscowości, krain i regionów,
- przyrodnicze – grupujące słownictwo oraz nazewnictwo fauny i flory.
- techniczne – grupujące nazewnictwo oraz zagadnienia techniczne.
- naukowe – zbiory słownictwa ogólnego lub specjalistycznego dla danej nauki – chemii, fizyki, matematyki.

### Podział ze względu na objętość
- wielki słownik – zawiera dużą liczbę haseł i są one bardzo starannie opracowane;
- mały słownik – zawiera niewiele haseł i są one skromniej opracowane;
- słownik kieszonkowy – zawiera mało haseł, krótko opracowanych.

### Podział ze względu na sposób wydania
- słownik wydany w formie książkowej;
- słownik w formie elektronicznej.

Obszerną typologię słowników ze względu na ich funkcje prezentuje Peter Kühn w artykule z roku 1989.

## Historia

### Okres starożytny
Słowniki spotykamy już w drugim tysiącleciu p.n.e. Były one pisane pismem klinowym na glinianych tabliczkach. Dosyć wysoki poziom osiągnęło słownikarstwo greckie – dochodziło do niego jednak powoli i stopniowo. Za autora pierwszego w historii słownika uznaje się Arystofanesa z Bizancjum, który miał zebrać niezrozumiałe w jego czasach słowa z poematów Homera (Iliady i Odysei) i opatrzyć je wyjaśnieniami. Od lektury tych epopei rozpoczynano kształcenie młodzieży, toteż nie można było obejść się bez objaśnień. Objaśnienia te, zwane glosami, zapisywano bądź na marginesach książki, bądź między rządkami pisma (glosa interlinearna), bądź zbierano je osobno tworząc tym samym pierwociny słowników. Kiedy kultura grecka rozprzestrzeniła się po krajach Morza Śródziemnego, a cudzoziemcy zaczęli uczyć się po grecku i czytywać greckie dzieła, słowniki nabrały jeszcze większego znaczenia. Rosła ich liczba, rozmiary, powstawały nowe rodzaje. Rzymianie pośredniczący między kulturą grecką i późniejszą również poświęcali słownikom wiele uwagi. Były one dla nich niezbędne do czytania literatury greckiej, jak i starszej własnej. Kiedy wojny i najazdy barbarzyńców zniszczyły państwo rzymskie i obniżyły poziom kulturalny ludności, dawne porządne opracowania nie wydawały się potrzebne, dodatkowo ich przepisywanie wymagało wielkiego wysiłku, koszt materiałów pisarskich tylko pogarszał sytuację. Poprzestawano więc na mniejszych nieszczególnie zestawionych słowniczkach.

### Średniowiecze

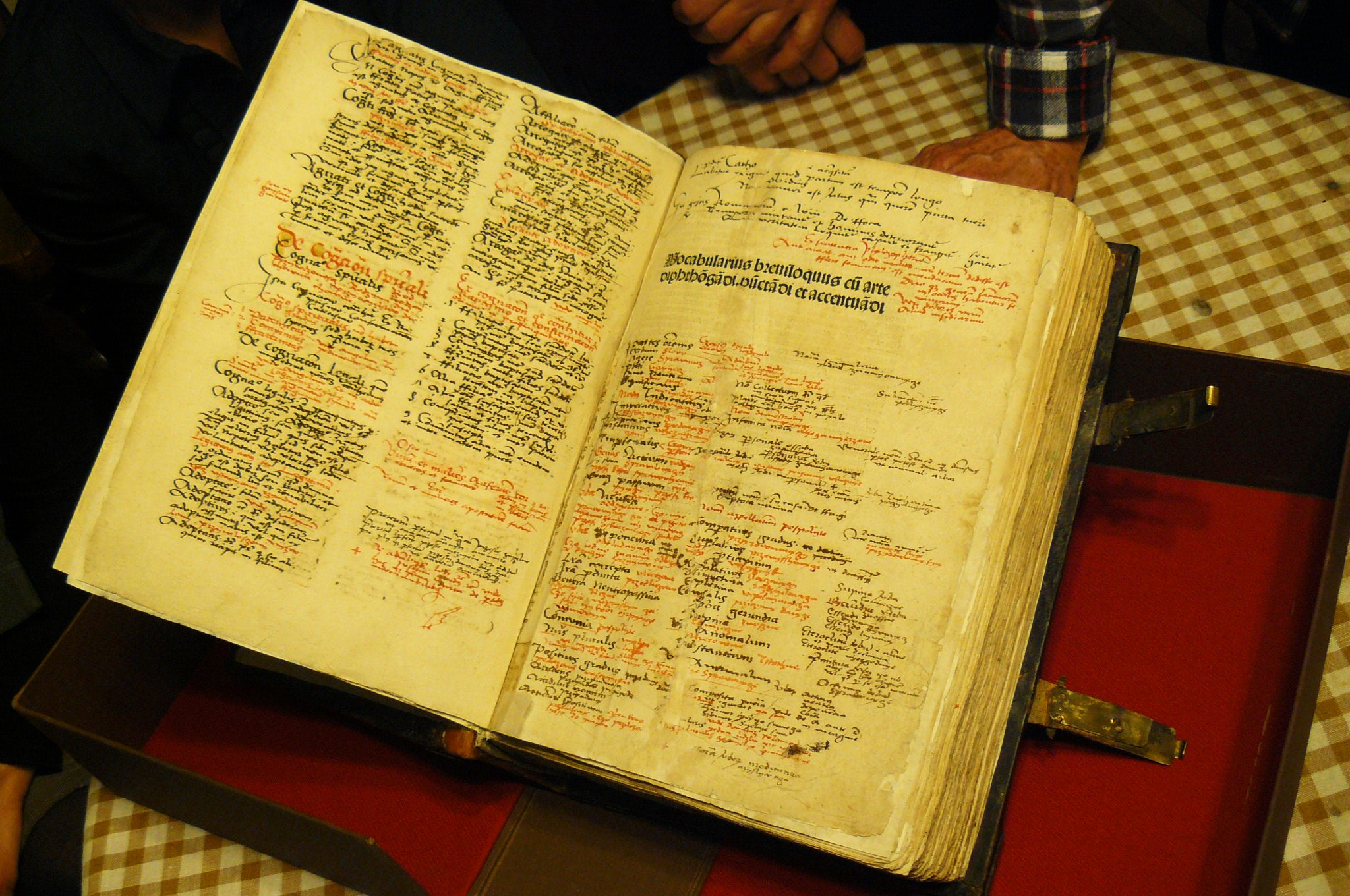
Vocabularis breviloquus Johannesa Reuchlina z roku 1532 z adnotacjami Bartłomieja z Bydgoszczy ze zbiorów Biblioteki UAM.

W wiekach średnich książką godną poznania, nie zaopatrzoną oczywiście w słownik, stała się Biblia. Zadaniem słowników, które należało specjalnie przygotować, była pomoc w zrozumieniu Biblii, dla tych, którzy obowiązani byli ją znać (duchowni, kandydaci do stanu duchownego). Stąd pierwszymi słownikami były słowniki łacińskie, w których podawano objaśnienia trudnych, mało używanych wyrazów. Jako rzecz drugorzędną dopisywano także między wierszami bądź na marginesach wyrazy z języka pospólstwa (lingua vulgaris). Wpisywano te słówka również w tekście, skąd przenoszono je do osobnych słowniczków. Układano je zwykle w tym samym porządku, jak następowały po sobie w tekście.
Słowniki średniowieczne są ważnym źródłem do poznania słownictwa różnych języków europejskich w ich najwcześniejszym okresie. Odegrały w ich rozwoju ważną rolę – starano się bowiem naginać język ojczysty do łaciny: wyszukiwano stosowne słowa, a gdy takich zabrakło, zapożyczano je z innego języka lub tworzono sztucznie nowe. Słowniki ułożone w jednym miejscu często rozpowszechniały się szerzej, Tak było np. z Liber glossarum („Księga słów”), hiszpańskim słownikiem z 600. roku, który jednak zasługuje raczej na miano encyklopedii niż słownika. Było to dzieło duże, kosztowne – zaczęto je skracać i przepisywać. Z czasem o nim zapomniano, jednak powstały już liczne nowe zbiory opierające się na nim.

## Normatywność a opisowość
Współczesne słowniki często mają charakter deskryptywny, tj. opisują rzeczywisty stan języka w danym czasie. W słownikach deskryptywnych można jednak spotkać elementy ewaluacyjne w postaci kwalifikatorów, wskazujących na różny status opisywanych słów; obfitym wykorzystaniem kwalifikatorów charakteryzuje się np. The American Heritage Dictionary. Dobrze sporządzony słownik duży winien rejestrować ogół słownictwa języka, z uwzględnieniem języka potocznego i wyrazów niestandardowych. Niektóre słowniki przyjmują nastawienie preskryptywne (normatywne), tj. stanowią źródła autorytatywne, propagujące pewien zalecany sposób posługiwania się językiem; sztandarowym przykładem takiej publikacji jest Dictionnaire de l’Académie française (oficjalny słownik Akademii Francuskiej). Podobnie słowniki polskie to w ogromnej mierze słowniki normatywne, reprezentujące skodyfikowaną odmianę polszczyzny i wyłączające wyrazy niestandardowe.
W praktyce znaczenie normatywne przypisuje się także publikacjom nastawionym opisowo, a popularnie słowniki uchodzą za źródła wskazówek poprawnościowych. Niekiedy mówi się nie tyle o doradczej mocy słowników, ile o „dopuszczaniu” przez nie form językowych (por. ideologia atestacji słownikowej), a nieuwzględnienie danego wyrazu uznaje się za sygnał jego „niepoprawności”. W rzeczywistości słowniki tworzą niedoskonały opis rzeczywistości językowej, typowo skoncentrowany na języku (dialekcie) standardowym i pomijający szereg aspektów zróżnicowania językowego. Ich niekompletność wynika również ze stałej zmienności mowy i niemożności pełnego udokumentowania systemów językowych. Jednocześnie słowniki nie mają znaczącego wpływu na kształtowanie procesów językowych, gdyż sięga po nie stosunkowo niewielka grupa użytkowników języka.